# 465 Alekto
Alekto (asteroide 465) é um asteroide da cintura principal com um diâmetro de 73,34 quilómetros, a 2,4354626 UA. Possui uma excentricidade de 0,2111722 e um período orbital de 1 981,5 dias (5,43 anos).
Alekto tem uma velocidade orbital média de 16,95091375 km/s e uma inclinação de 4,65796º.
Esse asteroide foi descoberto em 13 de Janeiro de 1901 por Max Wolf.
Este asteroide foi homenageado à erínia Alecto da mitologia grega. 